# Erzsébet Balázs
Erzsébet Balázs   (Budapest, 15 d'octubre de 1920 - Budapest, 24 de novembre de 2014) va ser una gimnasta artística hongaresa que va competir durant les dècades de 1940 i 1950. Es casà amb el també gimnasta László Baranyai.
El 1948 va prendre part en els Jocs Olímpics de Londres, on guanyà la medalla de plata en la competició del concurs complet per equips del programa de gimnàstica.
A nivell nacional guanyà set campionats per equips (1943, 1944, 1946, 1949, 1951, 1952 i 1953), però cap d'individual. També guanyà una plata als Mundial de la Joventut i els Estudiants de 1949. En retirar-se passà a treballar d'entrenadora i jutgem sent l'entrenadora principal de gimnàstica del Budapest Honvéd des de 1960 fins a 1971.